# Auf dem Chimborazo
Auf dem Chimborazo ist das letzte der sechs „Deutschen Stücke“ von Tankred Dorst. Es wurde am 23. Januar 1975 im Schlosspark Theater Berlin unter der Regie von Dieter Dorn uraufgeführt. In seiner Überarbeitung anno 1977 hat der Autor die Genre-Bezeichnung „Komödie“ aus dem Erscheinungsjahr 1975 zurückgenommen.

## Handlung
Die Geschichte der Dorothea Merz aus dem gleichnamigen Roman wird fortgeschrieben. Dorothea malt ein rosarotes Bild von ihren beiden lebenstüchtigen Söhnen Heinrich und Tilmann. Letztere demontieren die unzutreffende Darstellung der lieben Mutter.
Inzwischen wurde die Fabrikantenfamilie Merz in der DDR enteignet, hat ihren Stammsitz in Grünitz verlassen und lebt in der BRD.
Als Kinder hatten Heinrich und Tilmann von Grünitz aus bei Gelegenheit einen Blick in die südliche Richtung geworfen. In der Ferne hatten die Jungen einen einzelnen Berg erspäht, den sie – in Anlehnung an ein Abenteuerbuch – Chimborazo getauft hatten. Auf diesen Berg ist die Familie Merz gestiegen und will nach der Abenddämmerung ein Feuer entzünden, das die armen DDR-Bürger von Grünitz aus sehen können.
Die Mutter Dorothea ist froh, weil die Söhne einmal Zeit für sie gefunden haben. Tilmann müsse ja sehr viel leisten in seiner verantwortungsvollen Stellung als Wissenschaftler an der Universitätsbibliothek. Auch Heinrich habe Pflichten und trage Verantwortung. Zielstrebig promovierte er über Jakob Michael Reinhold Lenz. Heinrich gesteht freimütig, vor zwei Jahren schon habe er die Arbeit an der Dissertation eingestellt und schlage sich in den Berufen Reiseleiter sowie Kellner durch. Da Heinrich einmal beim die Wahrheit Sagen ist, stellt er klar, der Gelehrte Tilmann sortiere im Bibliothekskeller lediglich Bücher. Die Mutter weint und spricht: „Ihr habt mir alles verdorben.“ Geweint hatte Dorothea Merz schon, als sie in die BRD gekommen und endlich ein freier Mensch geworden war.
Es geht um die oben genannten armen Leute in der Ostzone, für die der schöne BRD-Berg unerreichbar bleibt. Dorotha spricht von sich und den Ihren: „Wir sind doch ganz arme Leute geworden.“ Und der Blick von diesem Chimborazo nordwärts in Richtung Grünitz erscheint auf einmal auch als so etwas wie Heimweh nach einer verlorenen Welt, an der Dorothea seit ihrer Ankunft in Grünitz festhalten wollte.

## Form
Wer die übrigen fünf „Deutschen Stücke“ kennt, erfährt im sechsten Stück „Chimborazo“ noch manch – teilweise überraschendes – Detail. Klara sei schon immer schwerhörig gewesen. Sie sei mit Dorotheas späteren Ehemann Rudolf Merz zusammen in dieselbe Schulklasse gegangen. Nach der Wahl 1933 sei Klara gleich am nächsten Tag aus lauter Angst in die NSDAP eingetreten.
Dann gibt Dorothea noch ein Werturteil über den kommunistischen Theaterdirektor Herzog aus der „Villa“ ab. Er sei ein „furchtbarer Schauspieler“ gewesen.
Heinrich macht sich kleiner als er ist. Mit dem Gryphius-Zitat „bis der gefundne Tod euch frei vom Irren macht“ weist er sich als Dichter in der Familie Merz aus, der den Finger auf die Wunde legt. Die Wunde in den „Deutschen Stücken“ liegt offen seit der verhängnisvollen Schuld Zweiter Weltkrieg.

## Interpretation
Unter dem Eindruck der Offenbarungen in dem Stück „Chimborazo“ können alle sechs „Deutschen Stücke“ zusammengenommen als so etwas wie ein Entwicklungsroman erscheinen – allerdings zu einer Entwicklung in das „Nichts“, wie Heinrich zugibt. Jene fatale Entwicklung trifft alle Mitglieder der Familie Merz. Allerdings müsste in dem Film „Mosch“ der Name Arno Frühwaldt durch Heinrich Merz substituiert werden. Das ist gar nicht so abwegig, wie es auf den ersten Blick scheinen mag. Denn im Stück „Chimborazo“ ist die Rede von Dorotheas Cousin Paul aus Wuppertal. Letzterer spielt eine Rolle im „Mosch“. Paul darf dort nach Verfügung des Großvaters mietfrei wohnen. Zudem müssen die „Deutschen Stücke“ auch noch als Entwicklungsroman der Klara Falk genommen werden.

## Adaptionen
- 1977: Eine TV-Fassung von Peter Beauvais brachte der WDR am 24. Mai 1977.[13]
- 1974: Hörspiel. Regie: Ulrich Gerhardt: „Auf dem Chimborazo“, gesendet im: im BR, RIAS, SDR